# Rajbari
Rajbari este un oraș din Bangladesh.